# Unione Sportiva Rovereto 1971-1972
Questa voce raccoglie le informazioni riguardanti l'Unione Sportiva Rovereto nelle competizioni ufficiali della stagione 1971-1972.

## Rosa
| N. |                   | Ruolo | Calciatore             |
| -- | ----------------- | ----- | ---------------------- |
|    | Italia (bandiera) | A     | Giuseppe Barbazza      |
|    | Italia (bandiera) | C     | Marco Capecchi         |
|    | Italia (bandiera) | D     | Werther Borelli        |
|    | Italia (bandiera) |       | Cherubini              |
|    | Italia (bandiera) | D     | Romano Donzelli        |
|    | Italia (bandiera) | A     | Giuseppe Fazzi         |
|    | Italia (bandiera) | A     | Giovanni Carlo Ferrari |
|    | Italia (bandiera) | D     | Pierluigi Frosio       |
|    | Italia (bandiera) | C     | Luciano Giudo          |
|    | Italia (bandiera) | C     | Adriano Lombardi       |
|    | Italia (bandiera) | C     | Roberto Manica         |
|    | Italia (bandiera) | D     | Massimo Morgia         |

| N. |                   | Ruolo | Calciatore          |
| -- | ----------------- | ----- | ------------------- |
|    | Italia (bandiera) | P     | Luigi Muraro        |
|    | Italia (bandiera) | A     | Ezio Musa           |
|    | Italia (bandiera) | D     | Giorgio Nardello    |
|    | Italia (bandiera) | D     | Paolo Pini          |
|    | Italia (bandiera) | C     | Gianni Prezzi       |
|    | Italia (bandiera) | C     | Roberto Quagliozzi  |
|    | Italia (bandiera) | P     | Franco Rottoli      |
|    | Italia (bandiera) | D     | Roberto Salvini     |
|    | Italia (bandiera) | D     | Francesco Taddei    |
|    | Italia (bandiera) | A     | Valeri              |
|    | Italia (bandiera) | A     | Alessandro Veracini |
|    | Italia (bandiera) | A     | Maurizio Zanotti    |